# Cal Rosal
Cal Rosal es un núcleo de población situado al pie del río Llobregat, en el punto de encuentro de tres municipios: Olvan, Berga y Aviá. Se encuentra en la comarca del Bergadá, más concretamente en la zona del Bajo Bergadá, en la provincia de Barcelona.

## Situación geográfica y comunicaciones
El pueblo de Cal Rosal está situado entre 3 y 4 kilómetros al sur de la ciudad de Berga, capital de la comarca del Bergadá. Al sur de Cal Rosal se encuentran las colonias textiles de La Plana y de la Ametlla de Casserres. Al oeste, muy cercana, la ermita visigoda de San Vicente de Obiols y al noreste la ermita prerrománica de San Quirico de Pedret (siglo IX). 
La carretera C1411, de Abrera a Bellver de Cerdaña, atraviesa el núcleo de Cal Rosal y muy cerca encontramos la carretera C-16/E9 (autovía de Manresa a Berga), con accesos directos a Cal Rosal por la salida 92 en dirección norte y la salida 95 en dirección sur. 
Cal Rosal dispone de una parada de autobuses de la línea Manresa-Berga y la línea Barcelona-Llivia, con una frecuencia de unos 5-6 autobuses diarios. La compañía de autobuses que opera en esta zona es Alsina Graells (ALSA). Durante la primera mitad del siglo XX también tuvo ferrocarril (línea entre Manresa y Castellar de Nuch) de FGC, también conocido como “Carrilet”.

## Historia
Antes de convertirse en una gran colonia textil, Cal Rosal ya era un lugar de paso, como lo demuestra el camino real que unía Berga con Vich cruzando el Llobregat en este punto, y los puentes que sucesivamente se fueron construyendo, como el Puente de Orniu. 
Más adelante, en el año 1858, los hermanos Rosal, nacidos en Mataró pero descendientes de empresarios textiles de Berga, compraron unos terrenos al lado del Llobregat para construir una fábrica, cuya maquinaria sería impulsada por la fuerza del agua y que se convertiría en la primera colonia textil de Cataluña. La Fábrica Vieja inició su actividad hacia el año 1860 con máquinas de hilar y cardar, poco después incorporó telares. A finales del siglo XIX ya era la industria textil más importante de Berga. Este hecho permitió ampliar la presa y obtener más energía para mover las nuevas máquinas instaladas en la Fábrica Nueva. Posteriormente se construyeron los edificios de la fachada de la carretera de Berga, donde estaban situados el almacén de balas de algodón, las abridoras y los batanes, el portal con la portería para el control de entradas y salidas y la casa de dos pisos donde vivían los propietarios durante sus estadas en la colonia. Ya en el siglo XX se construyeron las oficinas y los acabados, con sección de blanqueo, tinte, apresto, confección, doblado y empaquetado. A mediados de este siglo la fábrica de Cal Rosal llegó a tener 1200 trabajadores repartidos en tres turnos, empleados en 25 000 husos, unos 500 telares y las correspondientes máquinas complementarias de todo el proceso textil. 
Como en la mayoría de las fábricas situadas al pie del río y lejos de los núcleos de población, fue preciso construir pisos para los trabajadores y una serie de servicios que se fueron ampliando a lo largo del siglo XIX y XX. Los primeros pisos se construyeron al lado de la fábrica, dando forma a la calle del Río o de la Serradora, a la calle de Arriba o Montaña y a la calle de San Antonio. Pronto hubo una iglesia y un colmado, cafetería, hostal y estanco. A finales del siglo XIX se construyó el convento con escuela y residencia para chicas jóvenes y la calle llamada Jauja. Ya en el siglo XX la colonia se amplió más allá de la estación con los pisos de San José (1922) y el grupo San Ramón (1946). Paralelamente, la colonia se fue equipando con un cine-teatro, nuevos cafés y nuevas tiendas de alimentos, carnicerías, mercerías, hornos, zapaterías, sastre, barbería, peluquería, llegando a ser un verdadero pueblo. 
Este ritmo se paró momentáneamente en las décadas del 1970 y 1990, debido a la crisis que afectó la actividad textil y que provocó en primer lugar la supresión de la línea de tren y finalmente el cierre de la fábrica el año 1992. A partir de aquel momento la actividad comercial de Cal Rosal se orientó prioritariamente a los clientes de paso de la carretera que unía Barcelona con Berga y que pasaba por el medio de la población. 
Hoy, 17 años más tarde, Cal Rosal sigue siendo un núcleo que conserva la población, su personalidad, sus fiestas y su actividad comercial.

### Fotografías antiguas

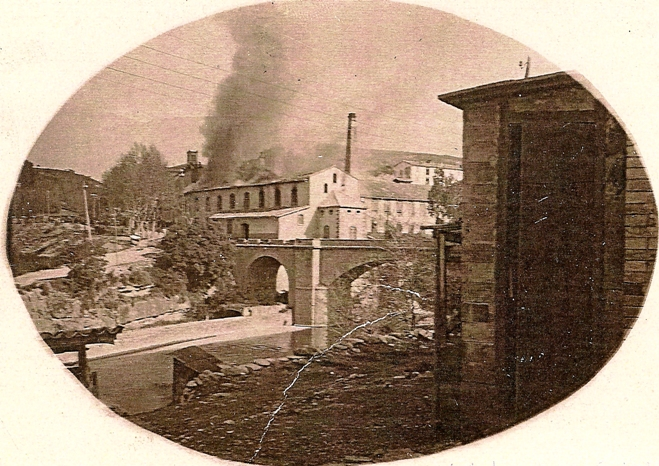
Fábrica Vieja.
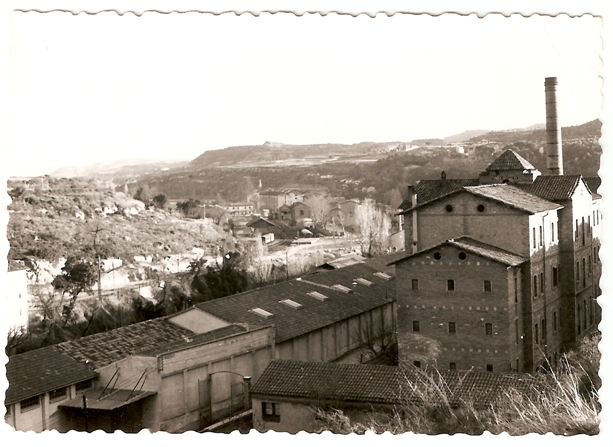
Fábrica Nueva.
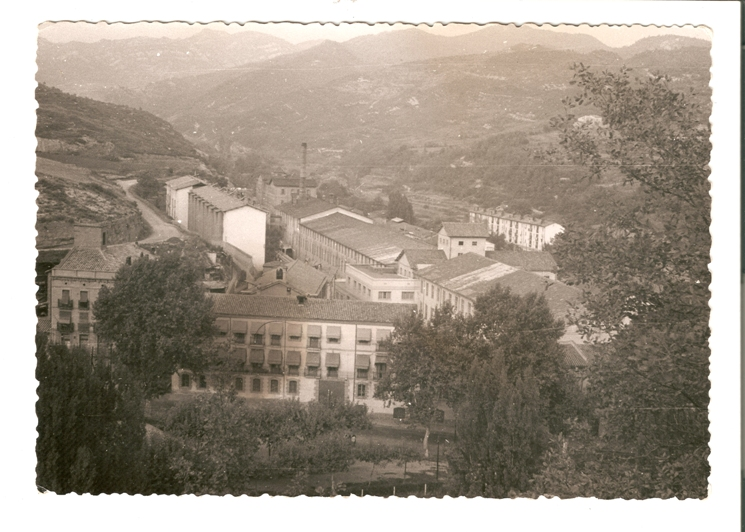
La Colonia Rosal.
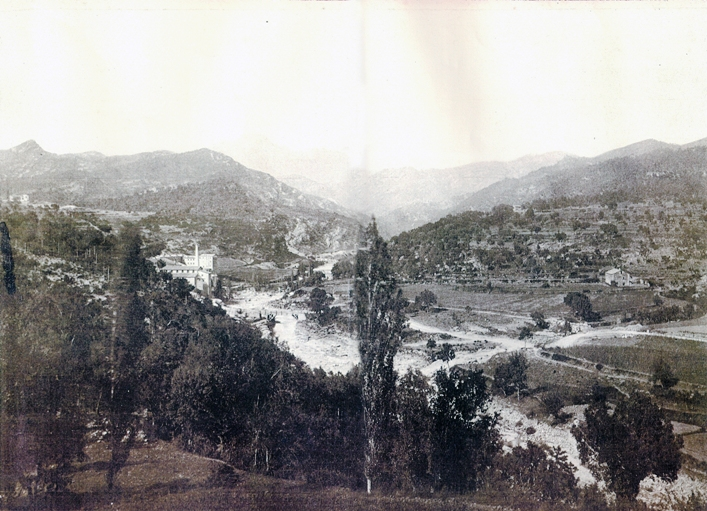
Panorámica desde Obiols.
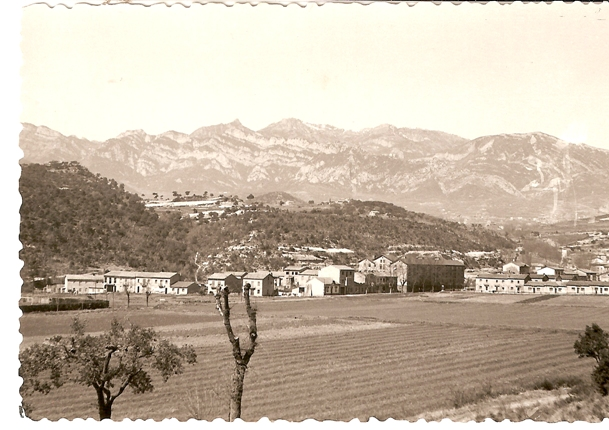
Panorámica desde la masía La Saleta.
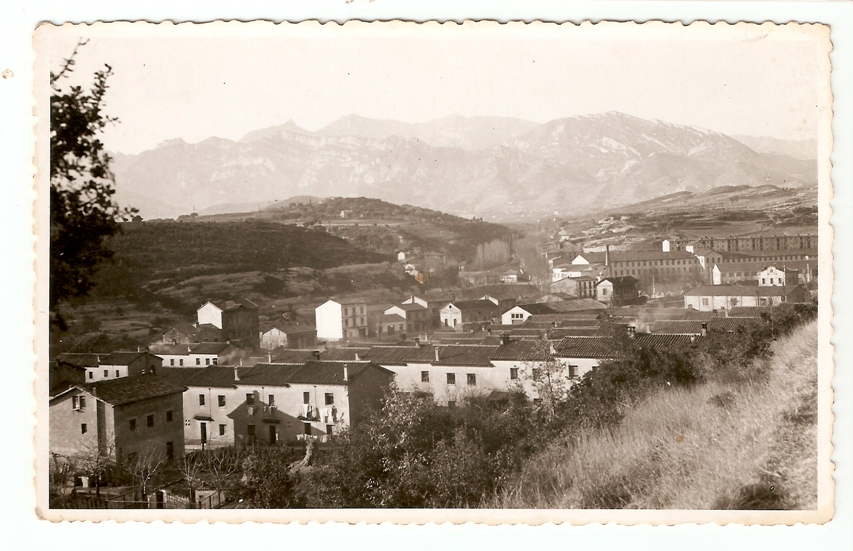
Panorámica de la colonia.
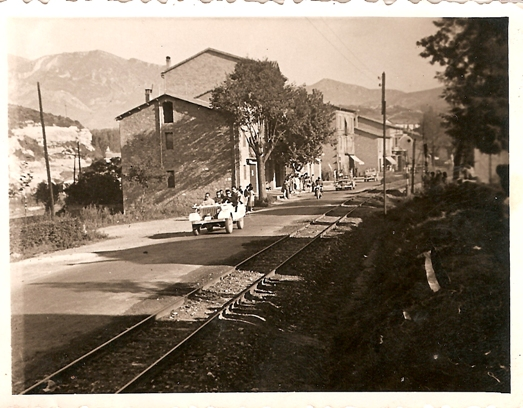
Carretera de Berga.
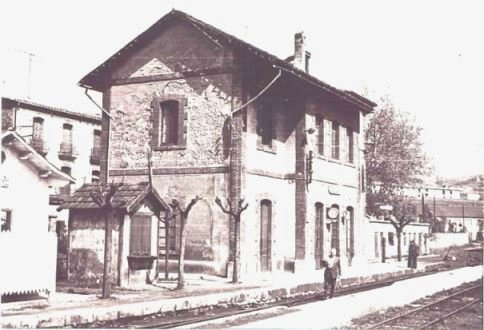
Antigua estación del tren.
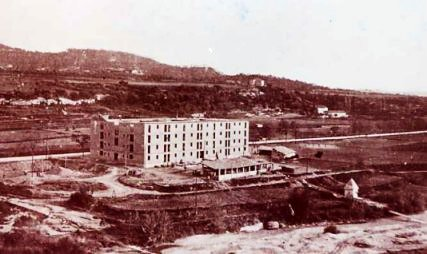
Construyendo el edificio San José.

### Turismo y Patrimonio

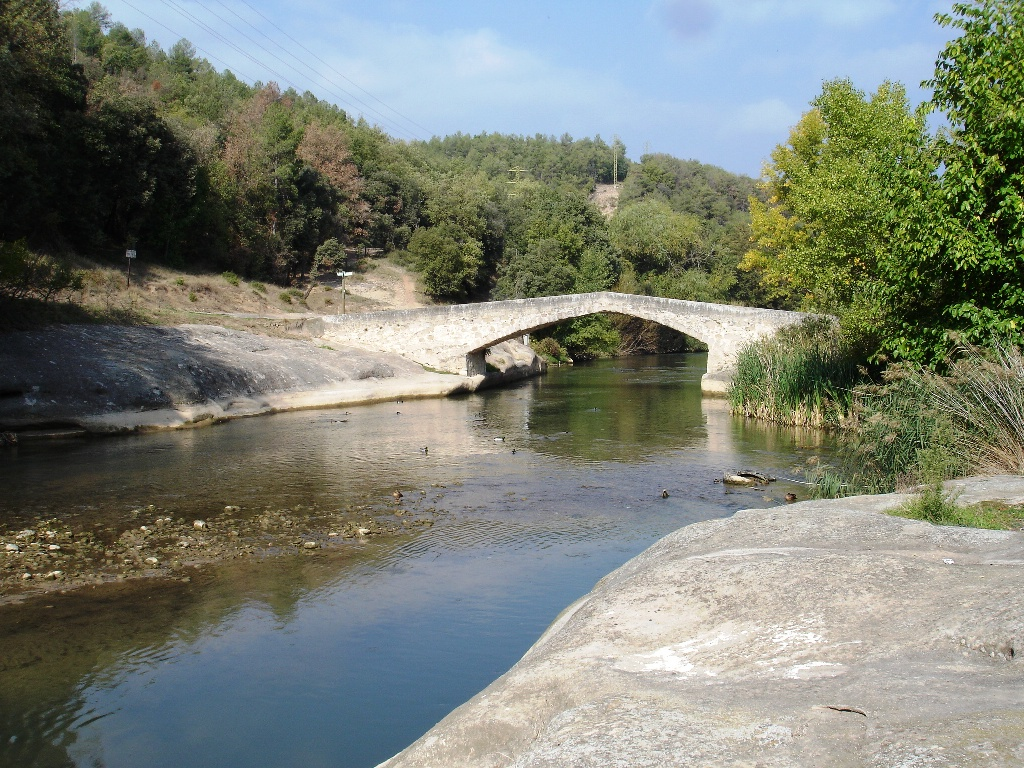
Puente de Orniu.

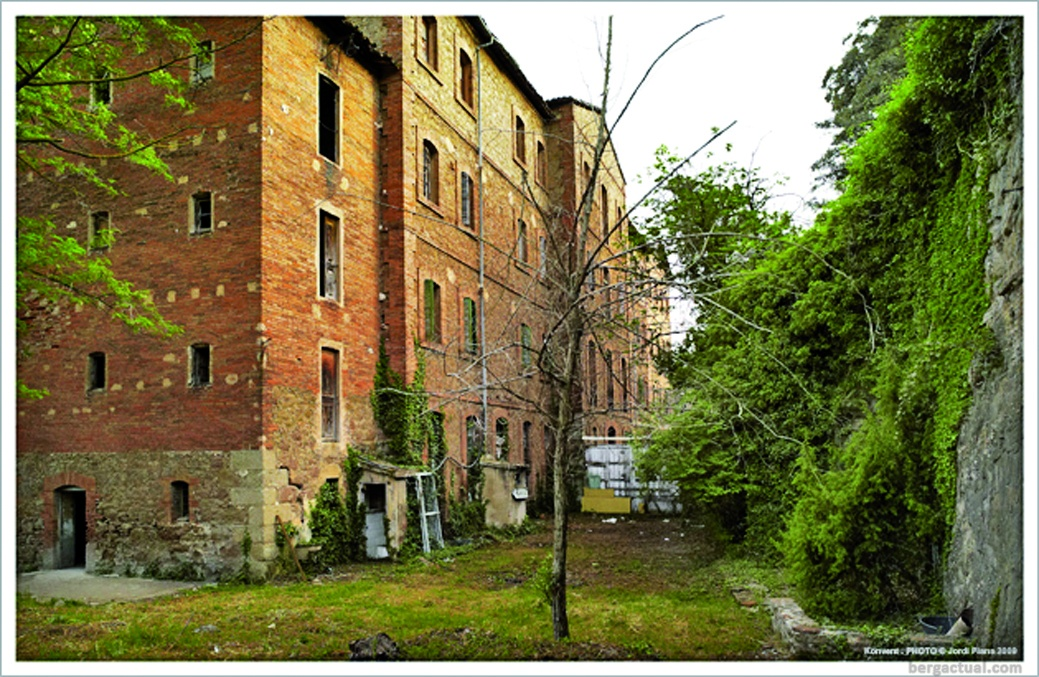
Convento Cal Rosal.

Cal Rosal conserva un rico patrimonio industrial y ofrece un núcleo comercial y de servicios que puede ser muy útil en vuestra visita a la comarca del Bergadá. Todo el conjunto está cruzado por la Ruta de la Colonias que, siguiendo el curso del río, os guiará por rincones de calma y de gran riqueza patrimonial que creó el río Llobregat a su paso por la comarca. 
- El puente de Orniu: Está situado en un punto utilizado tradicionalmente como lugar de paso en la ruta que unía Berga y Vich. Los agujeros que se observan en las rocas de ambos lados son testigos de la cantidad de pasarelas que se apuntalaron en este lugar. Más adelante, a mediados del siglo XVI, se construyó un puente de piedra, seguramente de dos vertientes, de unos 66 metros de longitud y 3 de ancho, del cual todavía se pueden observar los restos. Este puente fue destruido durante la Guerra de Sucesión (1705-1714). El puente actual es del año 1840.
- El molino de Minoves: Restos de un antiguo molino al pie del río que seguramente funcionó a partir de la Edad Media. Un documento explica que durante la Guerra de los Segadores este molino alojó un soldado alemán, el año 1653, que formaba parte de un grupo de soldados llamados por el rey de España y por los cuales el alcalde del municipio tuvo que buscar alojamiento. A su lado se encuentra un edificio que había sido una fábrica de alpargatas y posteriormente fue reconvertido en escuela.
- La fábrica: Es una de las instalaciones fabriles más importantes de Cataluña. Fue construida entre el 1859 y el 1950 y funcionó hasta el año 1992.
- El convento: Edificio que había sido la residencia de las chicas solteras que venían a trabajar a la fábrica y escuela para las hijas de los trabajadores. Actualmente y desde 2005 en el convento se transformó en Konvent, como centro de arte, uno de los espacios de arte experimental más importantes de Cataluña central. Konventzero.com.
- El teatro: Primero fue utilizado como cine. Es un edificio espacioso y señorial que todavía se utiliza para representaciones teatrales y otras celebraciones.
- Grupo San José: Edificio de viviendas bastante original que fue construido el 1922, con una sola entrada, tres galerías y unos interesantes patios interiores.
- Grupo San Ramón: Conjunto de 7 calles con viviendas unifamiliares con jardín, construido el 1946.

Cal Rosal es un punto tradicional de comunicación y de paso, por este motivo ofrece una buena cantidad de rutas e itinerarios por sus alrededores al margen de las grandes infraestructuras viarias actuales. Recorriendo estas rutas se encuentran unos cuantos elementos únicos y de interés remarcable. 
- Ruta de las Colonias:[2] 32 kilómetros (PR C-144) a lo largo del río Llobregat y las 18 colonias textiles que a partir de la energía hidráulica crearon riqueza y un particular patrón de vida durante 150 años.
- Vía verde del valle de Pedret:[3][4] 4 kilómetros con poca pendiente que siguiendo el antiguo trazado del tren y el río Llobregat, unen Cal Rosal con el magnífico puente románico de Pedret y la iglesia prerrománica de Pedret. La iglesia fue construida entre los siglos IX y X con aportaciones de época románica. Contiene la reproducción de importantes pinturas murales de los siglos X y XII.
- Fuives – Centro mundial del asno catalán:[5] Es la mayor reserva de asno catalán del mundo, con más de 100 ejemplares. La visita permite conocer mejor este animal que nos ha ayudado en un sinfín de tareas a lo largo de la historia.
- El Lledó: Es una de las masías importantes y antiguas de la zona que se encuentra documentada desde el siglo XV. Varias reformas a lo largo de los años le han aportado este aspecto de fortaleza medieval que tiene hoy. Gran parte de su terreno fue vendido a los Rosal a principios del siglo XX.
- San Vicente de Obiols:[3] Edificio románico, consagrado antes del 888. Consta de una sola nave, alta y estrecha, orientada a levante por un ábside trapezoidal y flanqueado por dos capillas cuadrangulares que confieren al templo una planta de cruz latina. El ábside y las dos capillas laterales están cubiertas por vueltas de cañón de medio punto. Alrededor de la iglesia hay un gran número de tumbas antropomórficas de extremos redondeados que constituyen una necrópolis, aunque actualmente sólo una se encuentra descubierta.

Desde que la fábrica cerró, el año 1992, el comercio ha pasado a ser la principal actividad de la población. Dentro del proyecto del Parc Fluvial de les Colònies del Llobregat, Cal Rosal está definida como la “Puerta del comercio” debido a su marcada orientación comercial. Los visitantes encontrarán los comercios y los restaurantes abiertos todos los días de la semana, de manera que Cal Rosal es un punto de soporte para los viajantes que necesitan un lugar para comer o comprar en los días festivos o para aquellos que buscan productos agroalimentarios artesanos del Bergadá a lo largo de todo el año.

## Ferias, fiestas y tradiciones

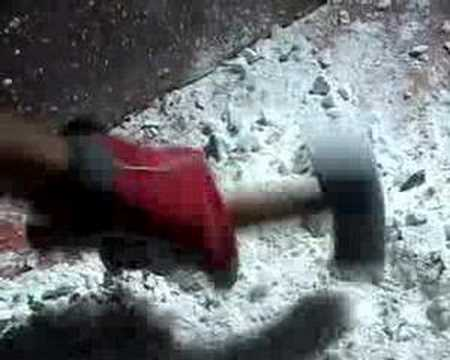
konventpuntzero
Arte multidisciplinario.

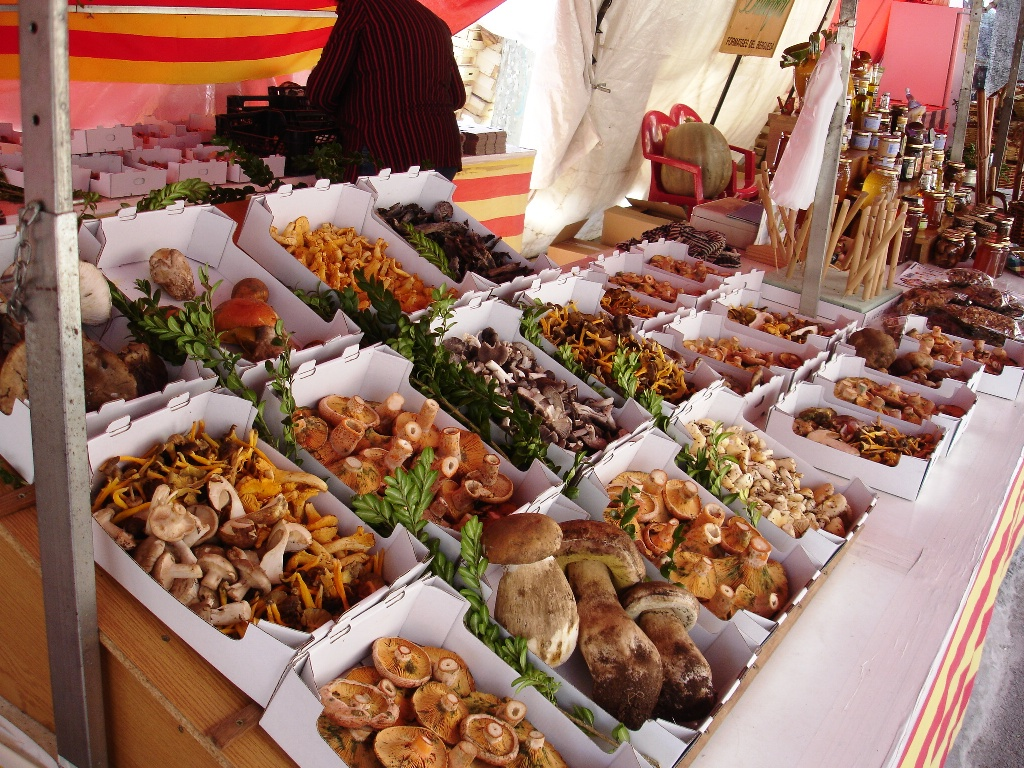
Tenderete del Mercado de la Seta.

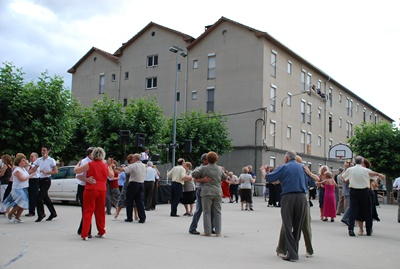
Baile de Fiesta Mayor.

La situación privilegiada de Cal Rosal, cerca de la carretera C-16 y a la vez cerca de los bosques y las montañas del Bergadá, donde crecen las apreciadas setas, ha facilitado que el Mercado de la Seta de Cal Rosal sea el más antiguo y el más conocido de Cataluña. Cada día, a lo largo de toda la temporada de setas, desde finales de agosto hasta principios de diciembre, una serie de tenderetes ofrecen distintas variedades como los níscalos, las negrillas, los boletus y las trufas. También se encuentran productos elaborados con setas, como conservas, patés, embutidos, aceites y vinagres y otros productos naturales y artesanos. 
El calendario festivo tiene varias convocatorias que traen al presente las tradiciones culturales y la gastronomía de Cal Rosal y que invitan a disfrutar de la vida cultural del pueblo, una vida activa pero sin la prisa del día a día. La mayor parte de estas fiestas están organizadas por la Asociación Cultural y Deportiva (ACD) de Cal Rosal. Esta entidad tiene una antigüedad de 30 años y está formada por un conjunto de vecinos del pueblo. El actual presidente es el señor Muxí. 
- La Cabalgata de los Reyes Magos: 5 de enero. Recorrido por el pueblo finalizando en el teatro con el reparto de regalos para los niños.
- La Fiesta Mayor: el segundo fin de semana de julio. Es la celebración más importante del año.
- El Día de Cataluña: el 11 de septiembre
- Fiesta de la Seta: se celebra el último domingo de octubre.
- Fiesta del Hogar: el tercer domingo de octubre. Fiesta solidaria con la entidad Hogar Nuestra Señora de Queralt.